# Karl Erik Lagerlöf
Karl Erik Daniel Lagerlöf, född den 8 juni 1932 i Brattfors församling i Värmlands län, är en svensk litteraturvetare och journalist som varit engagerad i miljö- och EG/EU-frågor.

## Biografi
Karl Erik Lagerlöf, som tillhör släkten Lagerlöf från Värmland, växte upp i Glava socken i Värmland, där hans far, Karl Lagerlöf, tjänstgjorde som kyrkoherde, sedermera kontraktsprost. Han skickades 13 år gammal till Fjellstedtska skolan i Uppsala, där han avlade studentexamen 1952. Lagerlöf läste religionshistoria vid Uppsala universitet, fortsatte med filosofi och avslutade Uppsalaåren med en doktorsavhandling i litteraturhistoria som handlade om Karl Vennbergs poesi.
Lagerlöf rekryterades 1963 till Göteborgs Handels- och Sjöfarts Tidning som "förste litteraturanmälare", egentligen kulturredaktör. År 1973 började han på Dagens Nyheter, rekryterad av Olof Lagercrantz som litteraturkritiker. 1978 publicerades hans biografi om den ryska författaren Fjodor Dostojevskij - Dostojevskij - Liv och dikt. Lagerlöf var också en livlig debattör i olika samhällsfrågor – skola, bibliotek, jordbruk, vapenhandel - men främst demokrati- och miljöfrågor.
Lagerlöf lämnade Dagens Nyheter 1993 och var under folkomröstningen om EU-medlemskap i Sverige chefredaktör för EU-motståndets Kritiska EU-fakta. Han blev sedan medarbetare i Miljömagasinet.
Karl-Erik Lagerlöfs självbiografi Moralisten och drakarna - minnen publicerades 2010 på Carlssons förlag.

### Familj
Karl Erik Lagerlöf gifte sig första gången 1956 med filosofie magister Ann-Mari Nyström (född 1935), dotter till ritsare Frits Nyström och Olga, ogift Andersson, och andra gången 1982 med konstvetaren Margaretha Rossholm Lagerlöf (född 1943), dotter till direktören Hans Thomson och sekreteraren Inger-Maj, ogift Söderberg. Karl Erik Lagerlöf är bror till konsthistorikern Erland Lagerlöf.